# Lijst van burgemeesters van Buurmalsen
Dit is een lijst van burgemeesters van de voormalige Nederlandse gemeente Buurmalsen tot die gemeente in 1978 opging in Geldermalsen.
| Ambtsperiode  | Naam burgemeester                                  | Partij of stroming | Bijzonderheden                                                     |
| ------------- | -------------------------------------------------- | ------------------ | ------------------------------------------------------------------ |
| 18?? - 1831?  | S. Monhemius                                       |                    |                                                                    |
| 1834? - 1839  | Louis Henri François Mossel                        |                    |                                                                    |
| 1840 - 1853   | Adolf (A.) Tielenius Kruijthoff                    |                    |                                                                    |
| 1853 - 1865   | W.E. van Dam van Isselt                            |                    |                                                                    |
| 1865 - 1867   | mr. J.G. Everwijn                                  |                    | later burgemeester van Culemborg                                   |
| 1867 - 1871   | Willem Frederik (W.F). Ketjen                      |                    | later burgemeester van Elburg en Zaltbommel                        |
| 1871 - 1886   | jhr. David Cornelis van Lennep                     |                    |                                                                    |
| 1886 - 1888   | G. van Eck                                         |                    |                                                                    |
| 1888 - 1894   | jhr.mr. D.J.A.A. van Lawick van Pabst tot Nijevelt |                    | later burgemeester van Stad Doetinchem                             |
| 1894 - 1905   | G.L. (Gerard Lodewijk) van den Helm (1833-1905)    |                    | eerder burgemeester van Batenburg                                  |
| 1905 - 1910   | Anthonie (A.) van Baak                             |                    | later burgemeester van Wilnis en Mijdrecht                         |
| 1910 - 1944   | Frederik Wilhelm baron van der Borch tot Verwolde  |                    |                                                                    |
| 1944? - 1945? | J.F. Remmert                                       | NSB                | waarnemend; tevens (waarnemend) burgemeester van o.a. Geldermalsen |
| 1945? - 1950  | Jacob (J.) de Ridder                               |                    | waarnemend                                                         |
| 1950 - 1978   | Joän (J.C.) Sanders                                | CHU                | vanaf december 1972 waarnemend                                     |